# Flotjärnen (Ramsele socken, Ångermanland, 704500-151305)
Flotjärnen är en sjö i Sollefteå kommun i Ångermanland och ingår i Ångermanälvens huvudavrinningsområde.